# Saint-Arroumex
Saint-Arroumex település Franciaországban, Tarn-et-Garonne megyében. Lakosainak száma 145 fő (2022. január 1.). Saint-Arroumex Angeville, Asques, Caumont, Coutures, Fajolles, Gensac és Lavit községekkel határos.

## Népesség
A település népessége az elmúlt években az alábbi módon változott:
| Lakosok száma | 156  | 157  | 158  | 152  | 149  | 148  | 147  | 146  | 145  |
|               | 2013 | 2015 | 2016 | 2017 | 2018 | 2019 | 2020 | 2021 | 2022 |